# Рани Чандра
Рани Чандра (енгл. Rani Chandra) измишљени је лик у британској научнофантастичној телевизијској серији Авантуре Саре Џејн, спинофа дугогодишње серије Доктор Ху. Први пут се појавила у епизоди „Дан кловна (1. део)”, а глумила ју је Анџли Мохиндра.

## Настанак
Рани је уведена у Авантурама Саре Џејн као замена за одлазећи лик Марије Џексон који је играла Јасмин Пејџ. Пејџова је напустила серију јер је желела да заврши ОПСО па се Марија преселила у Америку јер је њеном оцу тамо понуђен посао. Ранини родитељи Хареш (Ејс Бати) и Гита Чандра ( Мина Анвар ) заменили су Маријине Алана (Џозеф Милсон) и Криси Џексон (Џулијет Кауан) пошто је Алан отишао са ћерком па Криси више није имала разлога да се појављује.
Рани је имењакиња са Рани, зликовком која се епизодно појављивала у класичној серији Доктор Ху. Расел Т. Дејвис рекао је читаоцима Часописа Доктор Ху да Рани "није она Рани".

## Појављивања

### Телевизија
Рани се први пут појављује у другој причи 2. серијала након Маријиног одласка. У Дану кловна (2008), Рани и њени родитељи усељавају се у стару кућу Џексонових у улици Банерман роуд 12 (понекад Банерман роуд 36),прекопута куће Саре Џејн (Елизабет Слејден) и Лука Смита (Томи Најт) у Илингу у Лондону. Њен отац је нови директор школе у којој су Лук, његов најбољи пријатељ Клајд Лангер (Данијел Ентони) и она ученици. Њена мајка је власница цвећара "Дивни пупољак". Као амбициозна новинарка, Рани се убрзо придружила истраживачкој банди Саре Џејн.
У премијерној 3. серијала Затвореник Џадуна (2009), Рани и Клајду је ванземаљска полиција Џадуна забранила путовање у свемир као казну за мешање у њихов рад. Иако је заснована на свом земаљском свету, она је племство неодређене ванземаљске планете. Хуманоидно дете монарх познато као Гавин ствара своју леди Рани у знак захвалности за њену помоћ у његовом наследству које је такође спасило цело човечанство. Њу су, иначе, стално ословљавали као леди Рани у наредне 2 епизоде када је пребачена на двор краљице Џејн и грешком замењена за новопозвану даму у чекању.
Прича из 3. серијала Лудача на тавану усредсређује се на Рани. Сара Џејн открива да је, кршећи своја правила, Рани поделила своје авантуре у писмима свом бившем школском пријатељу Семјуелу. Догађаји у епизоди узрокују два временска тока, један у којој је у 2059. Рани стекла дом Саре Џејн на Банерман роуду 13 и постала јадна и сама и други где ће имати сина и унуке и још увек је другарица Луку, па чак и са својој претходници Марији која је са породицом живела у бившој кући Смитових. Ранино последње појављивање долази у последњој епизоди програма Човек који није ни постојао (2011).
Рани се даље појављује у "Збогом, Сара Џејн"  (2020), епилогу за серију у којој је годинама након догађаја главне серије постала стална новинарка и писала причу за пројекат на Северном полу. Она сазнаје да је Сара Џејн умрла и заједно са Клајдом и Луком организовала је њену сахрану на којој су јој сви одали почаст. Рани одлучује да верује да Сара Џејн није преминула већ да је отишла са Доктором да путује универзумом, заувек.

### Аудио драме
Рани се појавила у неколико прича о аудио-драма Авантура Саре Џејн објављених између 2008. и 2011.
Године 2022. Мохиндра је поновила своју улогу и од тада је давала глас Рани у неколико спин-оф аудио драма Доктора Хуа. Она се први пут појављује у „Промени плиме“, причи из серије Осми март 2: Заштитници времена продукције "Big Finish" и касније у неколико епизода Доктор Ху: Редиговано, подцаст драми ББЦ Звук-а у којој се појављује Тринаеста Докторка (Џоди Витакер).
Мохиндра је поновила улогу Рани у сопственој аудио спин-оф серији из "Big Finish"-а Рани осваја свет чија је радња смештена 15 година након догађаја у Авантурама Сара Џејн . Први комплет Ван Банерман роуда објављен је у априлу 2023. и у њему се појављују Данијел Ентони и Мина Анвар који се враћају као Клајд Лангер и Ранина мајка Гита. Други комплет Освета Вормвудове објављен је у децембру 2023. и у њему су се вратили Томи Најт као Лук Смит и Саманта Бонд као госпођа Вормвуд.

## Карактеризација
Званична интернет страница Авантуре Саре Џејн нуди следећи опис Рани Чандре:
| „                                              | 15 година, радознала, паметна и дрска. Жели да буде новинарка, нека врста млађе Сара Џејн, и тако само мало идолизује Сару Џејн, а заузврат је Сара Џејн срећно води у своја истраживања. Рани ужива у Луковом друштву јер су обоје прилично бистри и жељни учења. Међутим, она подједнако воли Клајда јер је он кул и помало бунтован и има чари. | ” |
| — Интернет страница СВВС-а Авантуре Саре Џејн. | |   |

У интервјуу за SFX, Мохиндра тврди да су Рани и Марија сличне само по томе што су обе девојке, живе у истој кући и „[у] смислу личности... [обе су] прилично јаке воље“, иако напомиње да је „много мање суза од Рани него што је било од Марије“. Она описује Ранину везу са Саром Џејн као "много другачију" од оне између Саре Џејн и Марије. Мохиндра примећује да је Рани „у великој мери шегрткиња Саре Џејн... [иако] у почетку... Сару Џејн није баш толико занимало да узме још једно дете“. Рани прати Сару Џејн и копира њено понашање како би јој помогла да се избори са стањем. Она воли да се бори ментално, а не физички, а Мохиндра воли чињеницу да је Рани „повремено девојка између два момка“.

## Пријем
Рецензирајући другу сезонју Авантура Сара Џејн за Дигитални шпијун, Бен Росон-Џонс пише да: „Као Рани, Анђли Мохиндра је била у реду са дијалогом, али болно самосвесна на нивоу физичке глуме у поређењу са лакоћом без напора са којом Данијел Ентони и Томи Најт тумаче Клајда и Лука. Скоро као да је неко управљао њоме на сцени. То објашњење се бар уклапа у целу поворку 'поседовања тела' друге сезоне."
Након Раниног првог појављивања, Мајкл Буш пише за Штребер: „Рани је још једна предност новонастале глумачке екипе: згодна млада новинарка чија радознала природа доводи до налета на ванземаљске непријатеље. Поређења између Рани и бивше сапутнице Саре Џејн Марије су била скоро неизбежна и не смеју се мешати, али − бар на основу те епизоде − да је Мохиндра боља, не би ваљало, а њен лик успева да буде занимљив и симпатичан без да стаје на жуљ госпођици Џексон."